# Полный голос
Полный голос (нем. Virilstimme) — право на один голос для одного участника в Рейхстаге, окружных или графских советов Священной Римской империи. Это отличалось от куриатсого голоса, при котором несколько избирателей делили один голос.

## История
В то время как курфюрсты и имперские князья пользовались в рейхстаге Священной Римской империи полным голосом, имперские графы и имперские прелаты получали куриатские голоса (так, 100 имперских графов имели 4 куриатских голоса).
После начавшего собираться на постоянной основе с 1668 г. Вечного рейхстага один комитальный посол мог голосовать сразу от имени нескольких имперских князей, следуя их указаниям (содержание постоянного представительства при рейхстаге было дорогостоящим, особенно для небольих гсоударств).
В Бундестаге Германского союза представители более крупных немецких государств также имели полные голоса, в то время как несколько небольших государств были сгруппированы в куриатские голоса.
В ландтагах в коронных землях Австро-Венгрии полные голоса представителей духовенства сохранялись вплоть до распада страны.